# Live at Montreux 2005
Live at Montreux 2005 je koncertní album amerického hard rockového zpěváka Alice Coopera, nahrané v roce 2005 na Montreux Jazz Festival v Montreux ve Švýcarsku a vydané v květnu roku 2006 na CD, DVD nebo Blu-ray.

## Seznam skladeb
| DVD/Blu-ray | DVD/Blu-ray                            | DVD/Blu-ray |
| Pořadí      | Název                                  | Délka       |
| ----------- | -------------------------------------- | ----------- |
| 1.          | Department of Youth                    |             |
| 2.          | No More Mr. Nice Guy                   |             |
| 3.          | Dirty Diamonds                         |             |
| 4.          | Billion Dollar Babies                  |             |
| 5.          | Be My Lover                            |             |
| 6.          | Lost in America                        |             |
| 7.          | I Never Cry                            |             |
| 8.          | Woman of Mass Distraction              |             |
| 9.          | I'm Eighteen                           |             |
| 10.         | Between High School and The Old School |             |
| 11.         | What Do You Want From Me?              |             |
| 12.         | Is it My Body?                         |             |
| 13.         | Go to Hell                             |             |
| 14.         | The Black Window (instrumental)        |             |
| 15.         | Drum Solo                              |             |
| 16.         | Gimme                                  |             |
| 17.         | Feed My Frankenstein                   |             |
| 18.         | Welcome To My Nightmare                |             |
| 19.         | The Awakening                          |             |
| 20.         | Steven                                 |             |
| 21.         | Only Women Bleed                       |             |
| 22.         | Ballad of Dwight Fry                   |             |
| 23.         | Killer                                 |             |
| 24.         | I Love the Dead                        |             |
| 25.         | School's Out                           |             |
| 26.         | Poison                                 |             |
| 27.         | Wish I Were Born in Beverly Hills      |             |
| 28.         | Under My Wheels                        |             |

| CD     | CD                                 | CD    |
| Pořadí | Název                              | Délka |
| ------ | ---------------------------------- | ----- |
| 1.     | Department of Youth                | 2:40  |
| 2.     | No More Mr. Nice Guy               | 3:04  |
| 3.     | Dirty Diamonds                     | 3:43  |
| 4.     | Billion Dollar Babies              | 3:25  |
| 5.     | Be My Lover                        | 3:17  |
| 6.     | Lost in America                    | 4:21  |
| 7.     | I Never Cry                        | 2:45  |
| 8.     | Woman of Mass Distraction          | 3:46  |
| 9.     | I'm Eighteen                       | 4:11  |
| 10.    | Between High School and Old School | 2:53  |
| 11.    | What Do You Want From Me?          | 3:16  |
| 12.    | Is it My Body?                     | 2:51  |
| 13.    | Gimme                              | 2:57  |
| 14.    | Feed My Frankenstein               | 3:38  |
| 15.    | Welcome To My Nightmare            | 2:35  |
| 16.    | School's Out                       | 4:36  |
| 17.    | Poison                             | 4:42  |
| 18.    | Wish I Were Born in Beverly Hills  | 3:11  |
| 19.    | Under My Wheels                    | 4:12  |

## Sestava
- Alice Cooper - zpěv
- Ryan Roxie - kytara
- Damon Johnson - kytara, klávesy
- Chuck Garric - baskytara
- Eric Singer - bicí